# 芝浦ふ頭駅
芝浦ふ頭駅（しばうらふとうえき）は、東京都港区海岸三丁目にある、東京臨海新交通臨海線（ゆりかもめ）の駅である。駅番号はU 05。
駅周辺は東京湾の埋立地（「隅田川口改良工事」第2期の埋立1号地および第3期の埋立2号地）で、倉庫が多く、多少の中層住宅も入り混じっている。台場方面へ向かうレインボーブリッジより新橋側の最後の駅で、レインボーブリッジを徒歩で渡る（レインボープロムナード）にはこの駅が最寄りとなる。

## 歴史
- 1995年（平成7年）11月1日 - 開業[1][2]。

## 駅構造
島式ホーム1面2線の高架駅である。駅舎は首都高速11号台場線の直下にある。

### のりば
| 番線 | 路線       | 行先     |
| ---- | ---------- | -------- |
| 1    | ゆりかもめ | 豊洲方面 |
| 2    | ゆりかもめ | 新橋方面 |

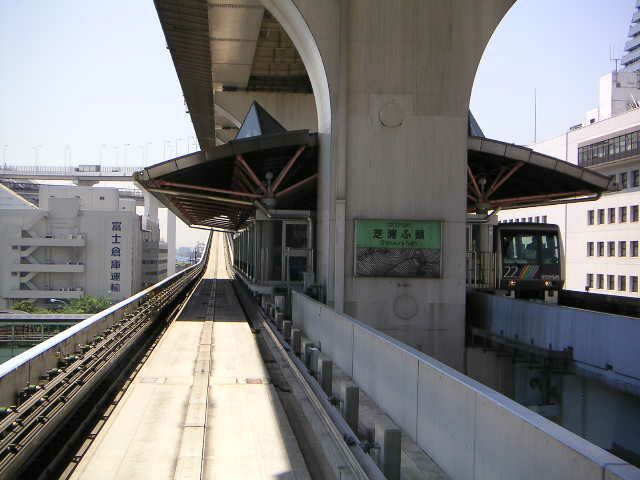
走行中の車内から（2004年6月）
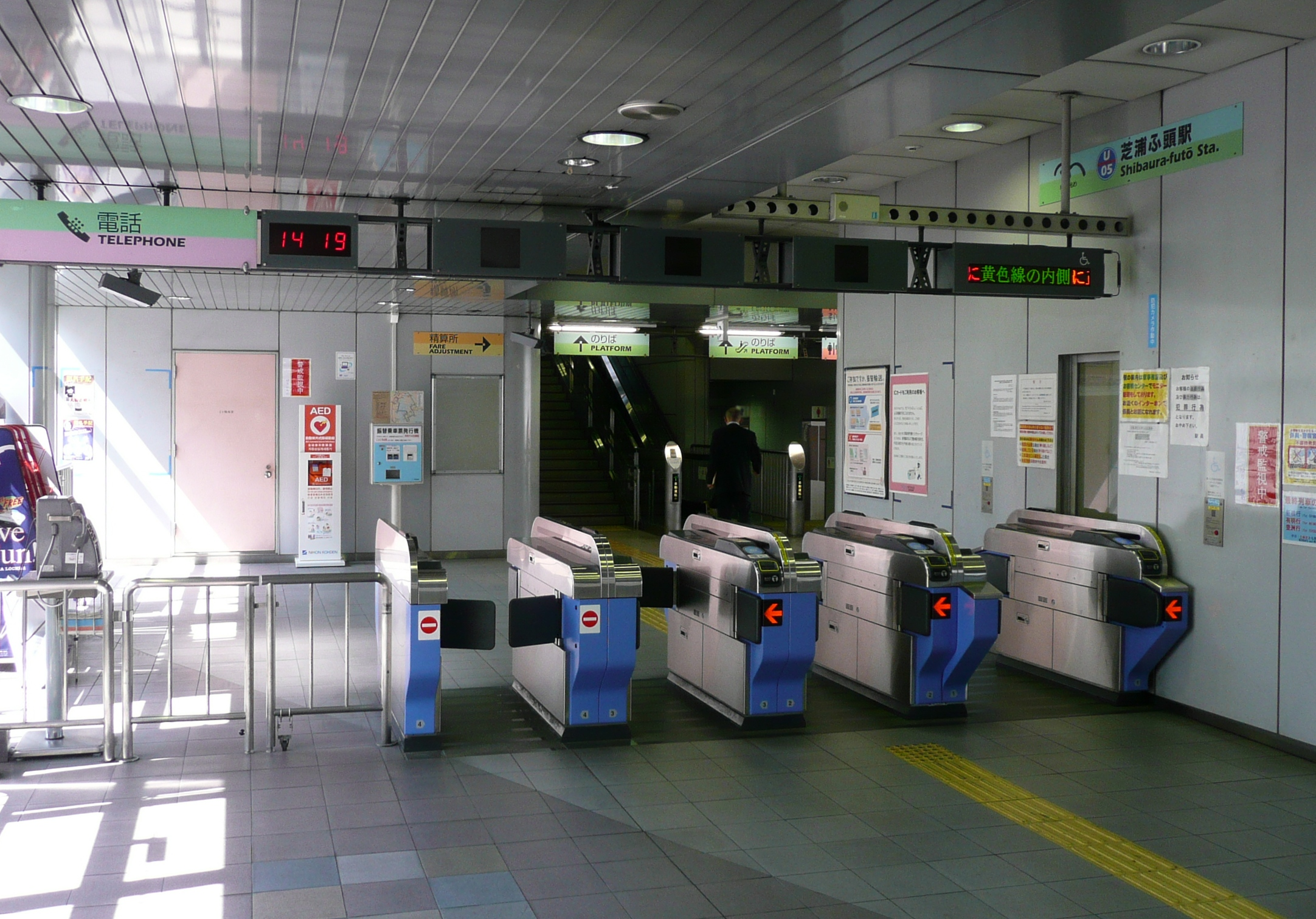
改札口（2010年6月）
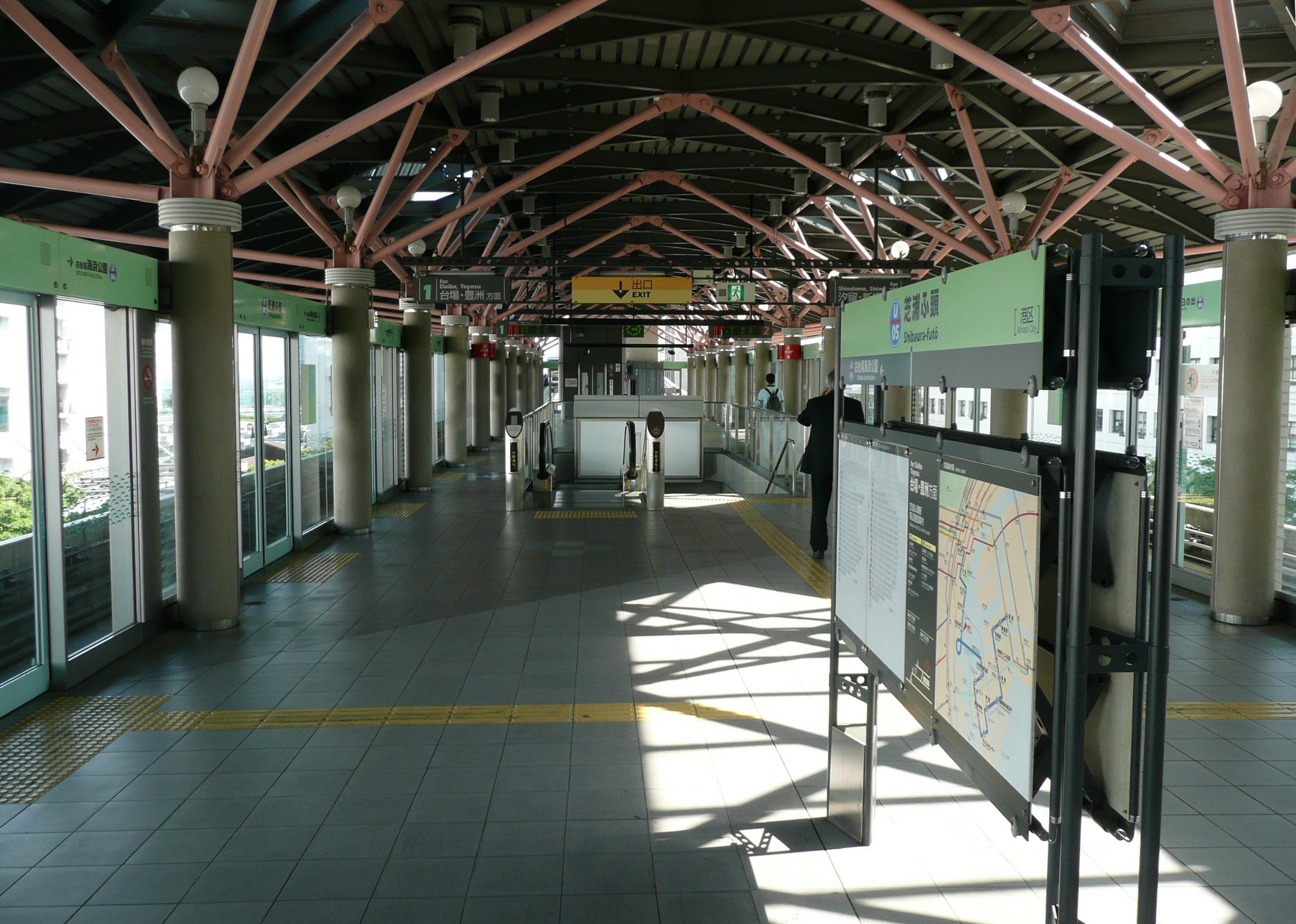
ホーム（2010年6月）

## 利用状況
2023年度の1日平均乗車人員は2,395人である。近年の1日平均乗車人員推移は下記の通り。
| 年度               | 1日平均 乗降人員 | 1日平均 乗車人員 | 出典     |
| ------------------ | ---------------- | ---------------- | -------- |
| 1995年（平成07年） |                  | 1,908            | [ * 1 ]  |
| 1996年（平成08年） |                  | 2,641            | [ * 2 ]  |
| 1997年（平成09年） |                  | 2,726            | [ * 3 ]  |
| 1998年（平成10年） |                  | 2,970            | [ * 4 ]  |
| 1999年（平成11年） |                  | 3,350            | [ * 5 ]  |
| 2000年（平成12年） |                  | 3,496            | [ * 6 ]  |
| 2001年（平成13年） |                  | 3,367            | [ * 7 ]  |
| 2002年（平成14年） |                  | 4,225            | [ * 8 ]  |
| 2003年（平成15年） |                  | 4,549            | [ * 9 ]  |
| 2004年（平成16年） |                  | 3,807            | [ * 10 ] |
| 2005年（平成17年） |                  | 3,244            | [ * 11 ] |
| 2006年（平成18年） |                  | 2,977            | [ * 12 ] |
| 2007年（平成19年） |                  | 3,262            | [ * 13 ] |
| 2008年（平成20年） |                  | 2,556            | [ * 14 ] |
| 2009年（平成21年） |                  | 2,512            | [ * 15 ] |
| 2010年（平成22年） |                  |                  |          |
| 2019年（平成30年） | 5,232            | 2,545            |          |
| 2020年（令和元年） | 5,089            | 2,478            |          |
| 2020年（令和02年） | 3,425            |                  |          |
| 2021年（令和03年） | 3,756            | 1,829            |          |
| 2022年（令和04年） | 4,313            | 2,100            |          |
| 2023年（令和05年） | 4,908            | 2,395            |          |

## 駅周辺
以前から数々の倉庫やオフィスが並んでいる。当駅の開業前は、バスのほかに北西にあるJR田町駅・都営地下鉄三田駅まで20分程歩くしかなかったため、臨海副都心ではないものの、ゆりかもめ開業の恩恵を受ける形となった。
- クラシエ：ヨコソーレインボータワー（下述 MSCセンタービル奥の三角形のビル）
- 富士倉庫運輸
- 三井倉庫本社：MSCセンタービル（右図 対向列車奥の白いビル）
- 芝浦アイランド：芝浦に所在する超高層マンション群。徒歩約8分～15分。
- 東京労働局 海岸庁舎
- オンワード樫山
- 栗林運輸
- 五十嵐冷蔵
- 埠頭公園
- 芝浦南ふ頭公園

## バス路線
当駅からの最寄り停留所は、東京都道481号新橋日の出ふ頭線にある潮路橋とその近辺にある埠頭公園入口、南西側の芝浦埠頭である（いずれも駅出入口から300メートルほど離れる）。以下の路線が乗り入れ、東京都交通局、フジエクスプレスにより運行されている。

潮路橋
- 浜95：品川駅港南口行 / 東京タワー行

埠頭公園入口
- 田99：田町駅東口行 / 品川駅港南口行（平日のみ運行）
- 港区コミュニティバス『ちぃばす』芝浦港南ルート：品川駅港南口行

芝浦埠頭
- 田99：田町駅東口行 / 品川駅港南口行（平日のみ運行）

## 隣の駅
ゆりかもめ
 東京臨海新交通臨海線（ゆりかもめ）
日の出駅 (U 04) - 芝浦ふ頭駅 (U 05) - お台場海浜公園駅 (U 06)

#### 利用状況
ゆりかもめの1日平均利用客数
1. 1 2 3 4  “芝浦ふ頭｜駅・時刻表｜株式会社ゆりかもめ”.   ゆりかもめ. 2024年7月20日時点のオリジナルよりアーカイブ。2024年7月20日閲覧。
2. 1 2  “芝浦ふ頭｜駅・時刻表｜株式会社ゆりかもめ”.   ゆりかもめ. 2020年7月12日時点のオリジナルよりアーカイブ。2023年7月4日閲覧。
3. 1 2  “芝浦ふ頭｜駅・時刻表｜株式会社ゆりかもめ”.   ゆりかもめ. 2022年5月12日時点のオリジナルよりアーカイブ。2023年7月4日閲覧。
4. ↑  “令和2年度 移動等円滑化取組報告書” (PDF).   ゆりかもめ. 2021年8月19日閲覧。
5. 1 2  “芝浦ふ頭｜駅・時刻表｜株式会社ゆりかもめ”.   ゆりかもめ. 2023年3月16日時点のオリジナルよりアーカイブ。2023年7月4日閲覧。
6. 1 2  “芝浦ふ頭｜駅・時刻表｜株式会社ゆりかもめ”.   ゆりかもめ. 2023年7月4日時点のオリジナルよりアーカイブ。2023年7月2日閲覧。

東京都統計年鑑
1. ↑  東京都統計年鑑（平成7年）
2. ↑  東京都統計年鑑（平成8年）
3. ↑  東京都統計年鑑（平成9年）
4. ↑  東京都統計年鑑（平成10年） (PDF)
5. ↑  東京都統計年鑑（平成11年） (PDF)
6. ↑  東京都統計年鑑（平成12年）
7. ↑  東京都統計年鑑（平成13年）
8. ↑  東京都統計年鑑（平成14年）
9. ↑  東京都統計年鑑（平成15年）
10. ↑  東京都統計年鑑（平成16年）
11. ↑  東京都統計年鑑（平成17年）
12. ↑  東京都統計年鑑（平成18年）
13. ↑  東京都統計年鑑（平成19年）
14. ↑  東京都統計年鑑（平成20年）
15. ↑  東京都統計年鑑（平成21年）